# Apponyi Balázs
Nagyapponyi Apponyi Balázs (? – 1637 körül) ispán, költő.

## Élete
Pereszlény és Korlátkő tartozott a birtokához, Bars vármegye főispánja volt. Neje Serény Borbála. Feltehetően azonos a Bécsben 1624. november 12-én bárói rangra emelt Apponyi Balázzsal.
Költeményeit többségében latin nyelven írta.

## Műve
- In Divini et Regii David triadem quinquagenariam, seu psalterium. Interpretatio poetica. (Viennae/Bécs, 1624.)